# Липский, Владимир Степанович
Влади́мир Степа́нович Ли́пский (бел. Уладзі́мір Сцяпа́навіч Лі́пскі; род. 6 мая  1940, д. Шелковичи, Речицкий район, Гомельская область) — белорусский писатель, редактор, биограф, общественный деятель. Лауреат Литературной премии имени Я. Мавра (1993). Лауреат Литературной премии имени В. Витки (1997). Лауреат Международной премии А. Швейцера (1998). Лауреат Государственной премии Республики Беларусь (2001). Лауреат премии имени Александра Грина (2008). Член Союза писателей СССР (1979). Заслуженный деятель культуры Республики Беларусь (2017).

## Биография
Родился 6 мая 1940 года в деревне Шелковичи в Речицком районе Гомельской области в крестьянской семье.
В 1960—1964 годы после окончания Минского техникума пищевой промышленности работал на Городейском сахарном заводе (слесарь, председатель профсоюзного комитета). В 1966 году окончил факультет журналистики Белорусского государственного университета им. В. И. Ленина. Работал в несвижской районной газете «Чырвоны сцяг» (1964—1967). В 1967—1968 годах — первый секретарь Несвижского райкома комсомола, в 1968—1976 годы — в аппарате ЦК ЛКСМБ, в 1976—1978 годы — ответственный секретарь правления Союза писателей Белорусской ССР. С 1978 года — главный редактор белорусского детского журнала «Вясёлка». С 1988 года — председатель правления Белорусского отделения Советского детского фонда, затем — президент Белорусского детского фонда, вице-президент Международной ассоциации детских фондов. Инициатор и председатель жюри I Всебелорусского фестиваля народного юмора в д. Автюки Калинковичского района Гомельской области (1995).

## Творчество
Дебютировал в 1964 году. В 1971 году вышла первая книга публицистики «Райкомовские будни». Затем последовали книги публицистики «День за днем», «Найди себя», «Какое оно, счастье?», книга-очерк «Придвинское чудо», «Подкидыш». Владимир Липский издал книгу-дневник «Отцы и дети» (1995, 2002), документальную повесть о своих земляках «Отпевание живых» (1993). Результатом многолетних архивных поисков стала книга Владимира Липского «Я. Правдивая повесть о твоей и моей родословной» (1998). Книги «Крутые версты» (о жизни Героя СССР З. Туснолобовой-Марченко), «Люби меня при всякой доле» (в соавторстве с украинским писателем Богданом Чалым), повести «Уроки Купревича», «Нарочанская чайка», «Босиком па звездам», «Сын дня», «Янков венок», «Мужик» посвящены судьбам известных белорусов.
Стал известен прежде всего как детский писатель, автор книг «Гришины приключения», «Маринкина сказка», «Клякса-Вакса и Янка из Дивногорска», «Как Бог создал мир», «Наша Маша», «Про Андрейку Добрика и чертика Дуроника», «Приключения Нолика», «Радуга над Нёманом», «Я здесь живу», «Королева белых принцесс», «Милоградский коник». Вместе с женой Ниной воспитал двоих детей — сына Игоря и дочь Марину. Растут внуки Антон, Маша, Толя. Они стали героями книг писателя. Многие произведения писателя инсценированы, звучали по радио.
В книге «Автюковцы» (1995, 2000, 2003, 2006, 2008, 2012) собраны народные шутки, анекдоты.
В многочисленных коллективных сборниках, школьных учебниках помещены его произведения. Книги В. Липского переводились на русский, украинский, литовский и немецкий языки.

## Книги публицистики
- бел. «Райкомаўскія будні : дзённік» («Райкомовские будни : дневник») (1970)
- бел. «Дзень за днём : дзённік» («День за днём : дневник») (1973)
- бел. «Знайдзі сябе : дзённік» («Найди себя : дневник») (1974)
- бел. «Прыдзвінскі цуд : нарыс» («Придвинское чудо : очерк») (1975)
- бел. «Якое яно, шчасце : дзённік» («Какое оно, счастье : дневник») (1977)
- бел. «Крутыя вёрсты» («Крутые вёрсты») (1980, 1985) (о жизни Героя СССР З. Туснолобовой-Марченко) (по мотивам поставлена радио-пьеса на Белорусском радио)
- бел. «Высокія зоркі : нарысы» («Высокие звёзды : очерки») (1981)
- бел. «Урокі Купрэвіча : дакументальная аповесць : нарыс» («Уроки Купревича : документальная повесть») (1987)
- бел. «Раны : апавяданні і дакументальная аповесць» («Раны : рассказы и документальная повесть») (1987)
- бел. «Дзень нараджэння : нарысы» («День рождения : очерки») (1988)
- «Люби меня при всякой доле : документальная повесть» (совместно с украинским поэтом Богданом Чалым) (1989)
- бел. «Невядомы : дакументальная аповесць пра беларуса-нарадавольца Ігната Грынявіцкага» («Неизвестный : документальная повесть о белорусе-народовольце Игнате Гриневицком») (1990)
- бел. «Падкідыш : дзённік, нарысы : нарысы» («Подкидыш : дневники, очерки») (1992)
- бел. «Бацькі і дзеці : дзённік» («Отцы и дети : дневник») (1995)
- бел. «Пралескі ў небе : дакументальная аповесць» («Подснежники в небе : документальная повесть») (1997)
- бел. «Я. Праўдзівы аповяд пра твой і мой радавод : дакументальная аповесць-даследаванне» («Я. Правдивый рассказ о твоей и моей родословной : документальная повесть-исследование») (1998)
- бел. «Мама. Малітва сына» («Мама. Молитва сына») (1999)
- бел. «Басанож па зорках : дакументальная аповесць пра народнага артыста СССР, кампазітара Ігара Лучанка» («Босыми ногами по звёздам : документальная повесть о народном артисте СССР, композиторе Игоре Лученке») (2000)
- бел. «Сын дня. Азбука аднаго жыцця : дакументальная аповесць» («Сын дня. Азбука одной жизни : документальная повесть») (2002)
- бел. «Шоўкавічы : людзі і вёскі Рэчыцкага раёна» («Шелковщина : люди и деревни Речицкого района») (2004)
- бел. «Бацька. Пісьмы сына» («Отец. Письма сына») (2004)
- бел. «Жыві сёння : пакаянне, малітвы» («Живи сегодня : покаяние, молитвы») (2004)
- бел. «Мы. Аповесць пра нашы прозвішчы» («Мы. Повесть о наших фамилиях») (2006)
- бел. «Нарачанская Чайка : документальная аповесць пра народную артыстку Беларусі Марыю Захарэвіч» («Нарачанская Чайка : документальная повесть о народной артистке Беларуси Марии Захаревич») (2006)
- бел. «Стрэлы над старым акопам : дакументальная аповесць» («Выстрелы над окопом : документальная повесть») (2007)
- бел. «Пакланіся травінцы : дакументальная аповесць пра акадэміка В. І. Парфёнава» («Поклонись травинке : документальная повесть об академике В. И. Парфёнове») (2009)
- бел. «Мужык : дакументальная аповесць пра Аляксея Скакуна» («Мужик : документальная повесть об Алексее Скакуне») (2012)
- бел. «Усе мы — радня» («Все мы — родственники») (2010)
- бел. «Споведзь сына» («Исповедь сына») (2011)

## Книги прозы
- бел. «Адпяванне жывых» («Отпевание живых») (1993)

## Книги юмора
- бел. «Аўцюкоўцы» («Автюковцы») (1995, 2000, 2003)
- бел. «Наша Маша» (забаўлянкі, апавяданкі, былі, небыліцы, казкі, загадкі» («Наша Маша») (2001)
- бел. «Чыстая брахня. Інструкцыя для Каласкоў і Калінак, якія позна вяртаюцца з вечарынак» («Полная брехня») (2006)
- бел. «Аўцюкоўскія шуры-муры : кніга гумару» («Астюковские шуры-муры : книга юмора») (2008)
- бел. «Рагатуха : гумар» («Смехота : юмор») (2012)
- бел. «Аўцюкоўскі каляндар 2013 : гумар» («Астюковский календарь 2013 : юмор») (2013)

## Книги прозы для детей
- бел. «Рыгоркавы прыгоды : апавяданні» («Гришины приключения : рассказы») (1974)
- бел. «Марынчына казка : апавяданні» («Маринина сказка : рассказы») (1977)
- бел. «Клякса-Вакса і Янка з Дзіўнагорска : аповесць-казка» («Клякса-Вакса из Дивногорска : повесть-сказка») (1982)
- бел. «Лаўрэнавы працадні : аповесць» («Лавреновы трудодни : повесть») (1984)
- бел. «Вясёлая азбука» («Весёлая азбука») (1992) (по мотивам поставлен спектакль «Прыгоды ў замку Алфавіт» в Государственном театре музыкальной комедии, композитор Виктор Войтик, либретто Светланы Климович)
- бел. «Як Бог стварыў свет» («Как Бог создал мир») (1993)
- бел. «Антонік-Понік : апавяданні-казкі» («Антоник-Поник : рассказы-сказки») (1998)
- бел. «Каралева белых прынцэс : казкі, аповесці» («Королева белых принцесс : сказки, повести») (2001)
- бел. «Прыгоды Нуліка : аповесць-казка для дашкольнікаў і малодшых школьнікаў» («Приключения Нулика : повесть-сказка для дошкольников и младших школьников») (2007) (по итогам ІІ Республиканского конкурса на лучшую книгу года завоевала Первое место в номинации «Детская литература»)
- бел. «Я тут жыву : дзецям пра Беларусь» («Я здесь живу : детям о Беларуси») (2008)
- бел. «Свіцязанская русалка : дзецям пра Гродзеншчыну» («Свитезянская русалка : детям о Гродненщине») (2009)
- бел. «Янкаў вянок : дзецям пра Янку Купалу» («Венок Янки : детям о Янке Купале») (2009)
- бел. «Азбука жыцця : энцыклапедыя ад А да Я для дзяцей» («Азбука жизни : энциклопедия от А до Я для детей») (2010)
- бел. «Вясёлка над Нёманам : дзяцям пра Гродзеншчыну» («Радуга над Нёманом : детям о Гродненщине») (2011)
- бел. «Сонца над галавой : аповесць-ліставанне, пісьмы да ўнука» («Солнце над головой : повесть в письмах, письма к внуку») (2013)

## Книги комиксов
- бел. «Пра Андрэйку Добрыка і чорціка Дуроніка : коміксы» («Про Андрейку Добрика и чертика Дуроника : комиксы») (1993) (художник Игорь Липский)
- бел. «Клякса-Вакса і Янка з Дзіўнагорска : комікс» («Клякса-Вакса из Дивногорска : комикс») (1994)(художник Игорь Липский)

## В переводе на русский язык
- «Крутые вёрсты» (Москва, 1981; Кемерово, 1982, 1989)
- «Гостинец» (очерки о Беларуси) (Москва, Детская литература, 1984).
- «Цветок папоротника» (рассказы, совместно с Ириной Сергеевой) (Москва, Малыш, 1992)
- «Мелодыя душы» (Минск, Беларусь, 2008)
- «Золотой домик : сказки» (Минск, Мастацкая літаратура, 2013)

## Награды и премии
- Золотая медаль имени Л. Н. Толстого (Международная ассоциация детских фондов)
- Международная премия имени Лауреата Нобелевской премии Альберта Швейцара за бескорыстную благотворительную милосердную деятельность в духе человеколюбия и гуманности на пользу белорусских детей, жертв Чернобыля (1988)
- Литературная премия имени Я. Мавра (1993) за книги «Вясёлая азбука» и «Падкідыш»
- Литературная премия имени В. Віткі (1997) за повесть «Загадкавы чалавечак»
- Почётная грамота Совета Министров Республики Беларусь (2000)[2]
- Государственная премия Республики Беларусь имени Кастуся Калиновского (за работы в области художественной публицистики (литература, искусство) (2001)[3]
- Премия Международной ассоциации детских фондов (2005)
- Премия имени Александра Грина (2008)
- Орден Франциска Скорины (2007)
- Почётный гражданин Калинковичского района
- Заслуженный деятель культуры Республики Беларусь (2017)[4]